# Gyilkolni könnyű
A Gyilkolni könnyű (Murder is Easy) Agatha Christie angol krimiírónő 1939-ben megjelent regénye, melyet először a William Collins Sons and Company Ltd. a Collins Crime Club sorozatában adott ki 1939-ben. Az Egyesült Államokban a Dodd Mead and Company 1939-ben Easy to Kill (Ölni könnyű) címmel publikálta. Christie egyetlen gyermekének, az első házasságából született Rosalindnak ajánlotta művét.
Magyarországon először a Palladis Kiadó Pengős regények sorozatában jelent meg Moharné Dobó Éva fordításában A gyűlölet őrültje címen 1940-ben, majd a Hungalibri kiadó is ugyanezen a címen adta ki 1996-ban. Az Európa Könyvkiadó gondozásában az Európa Krimi sorozatának tagjaként 2008-ban jelent meg Elekes Dóra fordítása.

## Szereplői
- Battle főfelügyelő
- Mr. Abbot, wichwoodi ügyvéd
- Harry Carter, a Hét csillag elnevezésű kocsma tulajdonosa
- Lucy Carter, Mr. Abbot hódolatának tárgya
- Mrs. Church, Amy Gibbs nagynénje
- Bridget Conway, Jimmy Lorrimer unokatestvére, Lord Easterfield titkárnője és menyasszonya
- Lord Easterfield, Bridget Conway főnöke és jövendőbelije
- Mr. Ellsworthy, Wychwood régiségüzletének tulajdonosa
- Luke Fitzwilliam, nyugalmazott rendőrtiszt
- Amy Gibbs, szobalány
- Jim Harvey, Amy Gibbs vőlegénye
- Horton őrnagy, Lydia Horton férje
- Lydia Horton, Horton őrnagy felesége
- Dr. John Ward Humbleby, Wychwood orvosa
- Rose Humbleby, Dr. Humbleby lánya
- Mr. Jones, a wychwoodi bank igazgatója
- Jimmy Lorrimer, Luke Fitzwilliam legjobb barátja
- Sir William Ossington, Luke Fitzwilliam régi cimborája
- Mrs. Pierce, dohány- és papírüzlet tulajdonos
- Tommy Pierce, Mrs. Pierce fia
- Lavinia Pinkerton, a falu egyházának jótékony tagja
- Mr. Rivers, Lord Easterfield sofőrje
- Dr. Geoffrey Thomas, Wychwood minden porcikájában felvilágosodott orvosa
- Alfred Wake, Wychwood plébánosa
- Honoria Waynflete, Lavinia Pinkerton barátnője

## Cselekménye
Luke Fitzwilliam, a nyugalmazott rendőrtiszt a gyarmatokról hazatérve egy kedves idős hölggyel ismerkedik meg a vonaton. Szája szögletéből elnéző mosollyal hallgatja Lavinia Pinkertont, aki elmeséli, hogy falujában egymást követik a gyanúsabbnál gyanúsabb halálesetek, s épp a Scotland Yardra igyekszik, hogy beszámoljon ezekről. Említést tesz egy bizonyos dr. Humblebyről is, mint az elképzelése szerinti következő áldozatról. Másnap Fitzwilliam elképedve olvassa az újságban, hogy Miss Pinkertont halálra gázolta egy autó. Egy héttel később pedig Humbleby doktor halálhíréről értesül a Times-ból. Úgy érzi, nincs más választás, Wychwoodba kell utaznia, hogy maga járjon a fölöttébb rejtélyes ügy végére.

## Magyarul
- A gyűlölet őrültje. Regény; ford. Moharné Dobó Éva; Palladis, Bp., 1940 (Félpengős regények)
- A gyűlölet őrültje; ford. Moharné Dobó Éva; Hungalibri, Bp., 1996 (Hunga könyvek)
- Gyilkolni könnyű; ford. Elekes Dóra; Európa, Bp., 2008 (Európa krimi)

## Filmfeldolgozások
- Gyilkolni könnyű (Murder Is Easy, 1982), amerikai film, rendező: Claude Whatham, szereplők: Bill Bixby, Lesley-Anne Down, Olivia de Havilland
- Miss Marple történetei – Könnyű gyilkosság (Marple: Murder Is Easy, 2008), angol film, rendező: Hettie Macdonald, szereplők: Julia McKenzie, Steve Pemberton, Shirley Henderson, Anna Chancellor
- Murder is easy (2023), angol minisorozat, rendező: Meenu Gaur, szereplők: David Jonsson, Mathew Baynton, Nimra Bucha, Morfydd Clark